# Heliosperma alpestre
Genre
Classification APG III (2009)
Heliosperma alpestre est une espèce de plantes herbacées de la famille des Caryophyllaceae.
Synonyme :
- Silene alpestris Jacq.